# Johann Friedrich Penther
Johann Friedrich Penther (Fürstenwalde, 17 de maio de 1693 — Gotinga, 17 de setembro de 1749) foi um matemático e arquiteto alemão.